# Constance Wu
Constance Tian Min Wu (en chino tradicional, 吳恬敏, 22 de marzo de 1982) es una actriz estadounidense de ascendencia china. Comenzó su carrera en el teatro, antes de su primer papel importante como Jessica Huang en la comedia Fresh Off The Boat de ABC. En 2017, Wu fue nombrada una de las 100 personas de la revista Time que ayudan a dar forma al mundo.

## Primeros años y educación
Wu nació y creció en Richmond, Virginia, de una familia taiwanesa. Se graduó en Douglas S. Freeman High School, donde comenzó a actuar en un teatro local en Henrico Teen Theater, HATTheatre, Theatre IV, Virginia Shakespeare Festival así como en un programa en NYU de seis meses durante la escuela secundaria en Lee Strasberg Theatre and Film Institute.
Los padres de Wu emigraron de Taipei City, Taiwán. Wu dijo que sus abuelos paternos eran muy pobres, trabajando como agricultores de bambú y no tuvieron la oportunidad de obtener una educación, por lo que no eran capaces de leer y escribir. Su padre fue un profesor de biología y genética en Virginia Commonwealth University y su madre fue una programadora de computadoras.
Se graduó de la escuela secundaria Douglas S. Freeman, en el condado de Henrico, donde comenzó a actuar en el teatro local; participó en un programa de seis meses durante la escuela secundaria en el Instituto de Cine y Teatro Lee Strasberg. Más tarde, Wu se graduó de la Universidad Estatal de Nueva York en el Conservatorio de Artes Teatrales de Purchase con una Licenciatura en Bellas Artes en actuación en 2005. Wu citó al director ganador del Premio de la Academia Ang Lee como una influencia. Después de la universidad, Wu estudió psicolingüística y consideró seguir un programa de posgrado en patología del habla en la Universidad de Columbia. antes de decidir seguir una carrera en la actuación y mudarse a Los Ángeles.
Tiene tres hermanas, dos mayores y una menor.

## Carrera
En New York, Wu tuvo papeles en el escenario y en películas independientes. Ella hizo su debut en la pantalla con un papel de apoyo en Stephanie Daley (2006). También hizo más adelante papeles secundarios en Year of the Fish y The Architect. En televisión, apareció en episodios de Law & Order: Special Victims Unit, Torchwood, y Covert Affairs, y también tuvo un papel recurrente como Laudine Lee en la telenovela de ABC One Life to Live en 2007. Wu se trasladó a Los Ángeles en 2010, donde la contrataron para Sound of My Voice, que fue dirigida por Brit Marling.
En 2014, después de aterrizar en un papel en el piloto de una comedia sin éxito, Wu ganó el papel principal en la serie de comedia de ABC Fresh Off The Boat junto a Randall Park. La serie está libremente basada en la vida del chef y personalidad de alimentos Eddie Huang y su libro Fresh Off the Boat: A Memoir. La serie fue estrenada en 2015, y Wu recibió buenas críticas por su actuación. E! la nombró como la estrella de revelación en la temporada 2014-15. En 2015, fue nominada para los Critics Choice a la Mejor Actriz en una Serie de Comedia y un Television Critics Association como a la Mejor Interpretación en una Comedia.
En 2014, Wu participó en el Laboratorio de Guionistas de Sundance con dos directores emergentes de origen asiático, Yung Chang y Christopher Yogi, en lo que sentía era una oportunidad única para apoyar narradores asiáticos.
Wu jugó un papel destacado en la películas de ciencia ficción de 2015  Parallels. En 2017, ella apareció en la serie de antología de Hulu Dimensión 404. También en 2017, Wu se dio el papel principal en la película de Warner Bros. Crazy Rich Asians.

## Vida personal

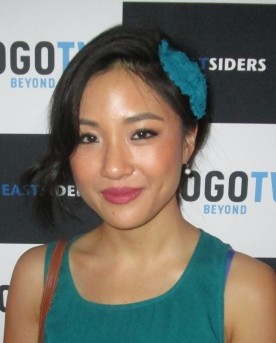
Wu en agosto del 2015

En diciembre de 2011, Wu conoció al actor Ben Hethcoat, con quien salió hasta febrero de 2018. En noviembre de 2018, Wu habló sobre el acoso en línea y las críticas que había recibido de "incels asiáticos" por salir con Hethcoat, que es un hombre blanco. En el verano de 2020, Wu dio a luz a su primer hijo, una niña, con su novio Ryan Kattner, líder de la banda Man Man. En febrero de 2023 anunció su segundo embarazo.
Wu es una activista con respecto a la representación asiática en los medios estadounidenses y ha expresado su apoyo para traer más diversidad cultural a la industria cinematográfica. Wu ha compartido sus historias sobre ocasiones en las que se le negaron papeles debido a su origen racial y manifestó su esperanza de que su éxito allanara más caminos para una representación diversa en la industria cinematográfica de EE. UU.  El hashtag meme #StarringConstanceWu, adoptado por activistas asiático-estadounidenses, inserta la imagen de Wu en materiales promocionales de películas para resaltar la escasez de actores asiáticos en papeles protagónicos.
En 2017, Wu trabajó con Miry's List, una organización que proporciona kits esenciales a inmigrantes recién llegados y familias de refugiados en el sur de California. En una entrevista con Teen Vogue, Wu declaró que admira "a las personas con el coraje de hacer un viaje de inmigrantes en busca de paz, seguridad y bienestar para sus familias. Quiero que encuentren eso y quería ser activa en mi cuidado.

## Filmografía

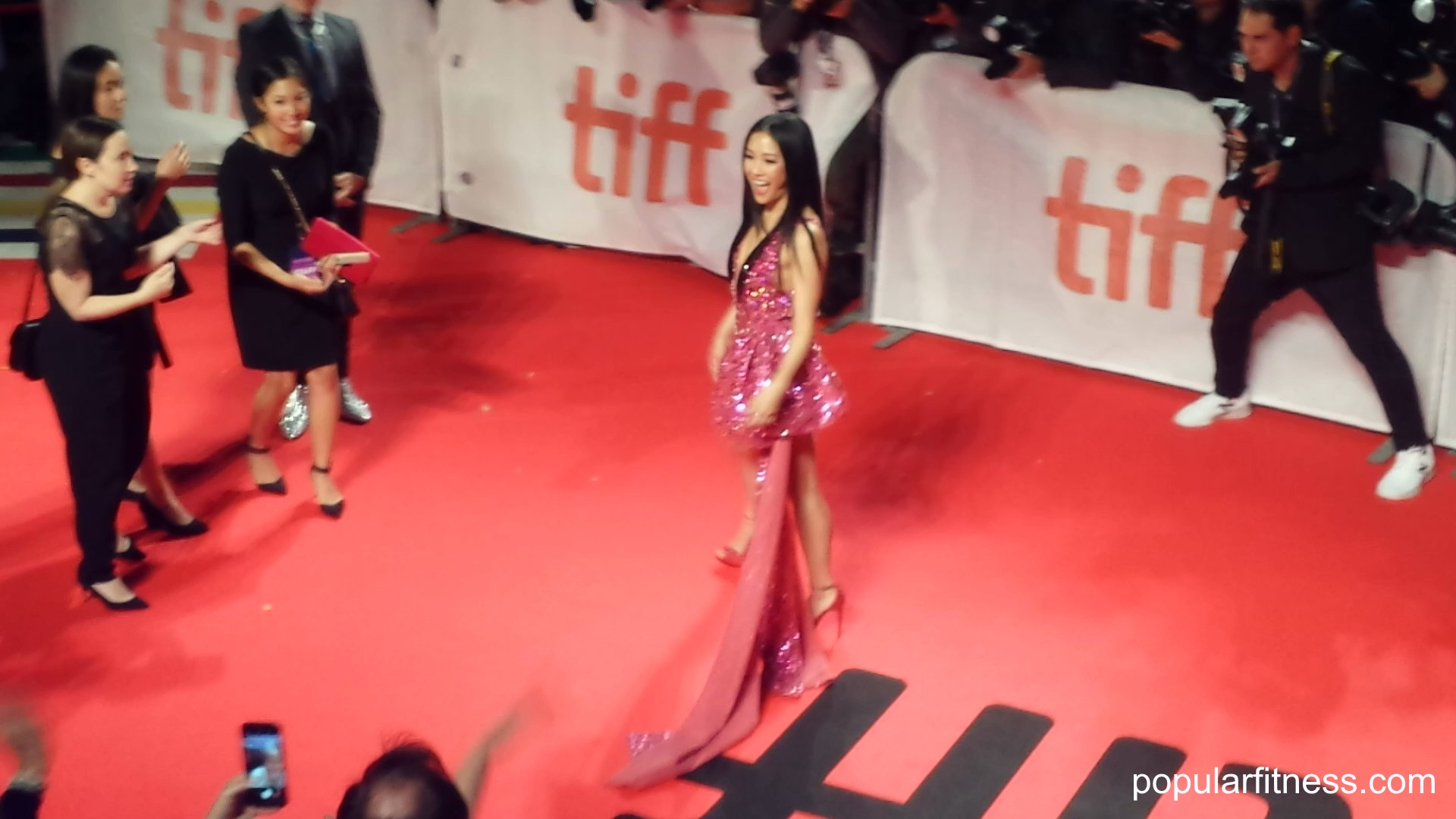
Wu en el Toronto International Film Festival

### Cine
| Año  | Título                           | Rol        | Notas               |
| ---- | -------------------------------- | ---------- | ------------------- |
| 2006 | Stephanie Daley                  | Jenn       |                     |
| 2006 | The Architect                    | Michelle   |                     |
| 2007 | Year of the Fish                 | Lucy       |                     |
| 2011 | Sound of My Voice                | Christine  |                     |
| 2012 | Watching TV with the Red Chinese | Kimi Hu    |                     |
| 2013 | Best Friends Forever             | Melanie    |                     |
| 2013 | Ties                             | Shannon O  | Cortometraje        |
| 2013 | Taylor Manifest                  | Val        | Cortometraje        |
| 2013 | Deadly Revenge                   | Kym        |                     |
| 2013 | Electric Slide                   | Mika Oh    |                     |
| 2013 | My Mother Is Not a Fish          |            | Directora Guionista |
| 2015 | Parallels                        | Polly      |                     |
| 2015 | Low Budget Ethnic Movie          | Sara       |                     |
| 2017 | Nine Minutes                     | Lilian     | Cortometraje        |
| 2017 | All the Creatures Were Stirring  |            |                     |
| 2017 | The Feels                        | Andi       |                     |
| 2018 | Crazy Rich Asians                | Rachel Chu | Protagonista        |
| 2018 | The Feels                        | Andi       | Coprotagonista      |
| 2019 | Wish Dragon                      | Mom        |                     |
| 2019 | Hustlers                         | Destiny    |                     |
| 2021 | Wish Dragon                      | mama       | Rol de voz          |
| 2021 | I Was a Simple Man               | Grace      |                     |
| 2022 | Jennifer Lopez: Halftime         | Ella misma | Documental          |
| 2022 | Lyle, Lyle, Crocodile            | Mrs. Primm |                     |
| 2024 | The Friend                       | Tuesday    |                     |

### Televisión
| Año       | Título                            | Rol               | Notas |
| --------- | --------------------------------- | ----------------- | --- |
| 2006      | Law & Order: Special Victims Unit | Candy             | Episodio: "Underbelly" |
| 2007      | One Life to Live                  | Laudine Lee       | Recurring role |
| 2011      | Torchwood                         | Shawnie Yamaguchi | Episodio: "Miracle Day: End of the Road" |
| 2012      | EastSiders                        | Krazy Kathy       | Serie web |
| 2013      | Browsers                          | Prudence Yu       | Piloto de televisión |
| 2013      | Covert Affairs                    | Wendy Chen        | Episodio: "Rock a My Soul" |
| 2014      | Franklin & Bash                   | Caroline Chilton  | Episodio: "Falcon's Nest" |
| 2014      | High Moon                         | Mikiko Kobiyashi  | Película |
| 2015      | Childrens Hospital                | Pepsi Lamarr      | Episodio: "Up at 5"" |
| 2015–2020 | Fresh Off The Boat                | Jessica Huang     | Principal Nominada – TCA Award for Individual Achievement in Comedy (2015, 2016) Critics' Choice Television Award for Best Actress in a Comedy Series (2015, 2016) |
| 2016      | Royal Pains                       | Amy Chang         | Episodio: "Fly Me to Kowloon" |
| 2017      | Dimensión 404                     | Jane              | Episodio: "Bob" |
| 2021      | Solos                             | Jenny             | Episodio: "Jenny" |
| 2022      | Lista Terminal                    | Katie Buranek     | Rol principal, 8 episodios |

### Vídeos de Música
| Año  | Título        | Intérpretes     |
| ---- | ------------- | --------------- |
| 2017 | "Family Feud" | Jay Z y Beyoncé |

## Premios y nominaciones
| Año  | Asociación                                 | Categoria                                                            | Trabajo            | Resultado |
| 2014 | Indie Series Award                         | Mejor actriz secundaria - Drama                                      | EastSiders         | Nominada  |
| 2014 | Indie Series Award                         | Mejor reparto - Drama                                                | EastSiders         | Ganadora  |
| 2014 | Critics' Choice Television Award           | Critics' Choice Television Award for Best Actress in a Comedy Series | Fresh Off the Boat | Nominada  |
| 2015 | Critics' Choice Television Award           | Critics' Choice Television Award for Best Actress in a Comedy Series | Fresh Off the Boat | Nominada  |
| 2015 | Unforgettable Gala – Asian American Awards | Estrella revelación femenina del año                                 | Fresh Off the Boat | Ganadora  |
| 2015 | Poppy Awards                               | Mejor actriz de reparto en una serie de comedia                      | Fresh Off the Boat | Nominada  |
| 2015 | TCA Awards                                 | TCA Award for Individual Achievement in Comedy                       | Fresh Off the Boat | Nominada  |
| 2015 | Gold Derby Awards                          | Mejor actriz de comedia                                              | Fresh Off the Boat | Nominada  |
| 2016 | Poppy Awards                               | Mejor actriz en una serie de comedia                                 | Fresh Off the Boat | Nominada  |
| 2016 | Critics' Choice Television Award           | Critics' Choice Television Award for Best Actress in a Comedy Series | Fresh Off the Boat | Nominada  |
| 2016 | Gold Derby Awards                          | Mejor actriz en una serie de comedia                                 | Fresh Off the Boat | Nominada  |
| 2016 | TCA Awards                                 | TCA Award for Individual Achievement in Comedy                       | Fresh Off the Boat | Nominada  |
| 2016 | 7th Indie Series Awards                    | Mejor actriz secundaria - Drama                                      | EastSiders         | Nominada  |
| 2016 | 7th Indie Series Awards                    | Mejor reparto - Drama                                                | EastSiders         | Ganadora  |
| 2018 | Critics' Choice Television Award           | Critics' Choice Television Award for Best Actress in a Comedy Series | Fresh Off the Boat | Nominada  |
| 2018 | Detroit Film Critics Society               | Mejor reparto                                                        | Crazy Rich Asians  | Nominada  |
| 2018 | Hollywood Film Awards                      | Premio al conjunto revelación                                        | Crazy Rich Asians  | Ganadora  |
| 2019 | 9th The Asian Awards                       | Logro destacado en el cine                                           | Crazy Rich Asians  | Ganadora  |
| 2019 | National Board of Review                   | Mejor actuación de un conjunto                                       | Crazy Rich Asians  | Ganadora  |
| 2019 | Satellite Award                            | Mejor Actriz - Comedia o Musical                                     | Crazy Rich Asians  | Nominada  |
| 2019 | NAACP Image Awards                         | Mejor actriz en una película                                         | Crazy Rich Asians  | Nominada  |
| 2019 | NAACP Image Awards                         | Reparto destacado en una película                                    | Crazy Rich Asians  | Nominada  |
| 2019 | Golden Globe Award                         | Mejor Actriz en una Película, Comedia/Musical                        | Crazy Rich Asians  | Nominada  |
| 2019 | Gold Derby Awards                          | Mejor reparto                                                        | Crazy Rich Asians  | Nominada  |
| 2019 | Critics' Choice Movie Awards               | Mejor actriz en una comedia                                          | Crazy Rich Asians  | Nominada  |
| 2019 | Critics' Choice Movie Awards               | Mejor reparto                                                        | Crazy Rich Asians  | Nominada  |
| 2019 | 25th Screen Actors Guild Awards            | Actuación sobresaliente de un elenco en una película                 | Crazy Rich Asians  | Nominada  |
| 2019 | Dublin Film Critics' Circle                | Mejor actriz                                                         | Crazy Rich Asians  | Nominada  |
| 2019 | Teen Choice Awards                         | Mejor actriz de película de comedia                                  | Crazy Rich Asians  | Nominada  |
| 2020 | Satellite Awards                           | Mejor Actriz en una Película, Comedia/Musical                        | Hustlers           | Nominada  |